# Гай Ліциній Макр
Гай Ліциній Макр (близько 95 — 66 рік до н. е.) — давньоримський політик, історик-анналіст. Сучасник історика Анціата.

## Життєпис
Народився у заможній плебейській родині Ліциніїв у Римі. був прихильником маріанців. 
У 84-83 роках до н. е. на посаді монетарія карбував денарії з головою Аполлона та блискавкою на аверсі, Мінервою в квадризі на реверсі. Згодом перейшов на бік Луція Корнелія Сулли. У 78 році до н. е. був квестором Риму, у 73 році до н. е. став народним трибуном. Під час своєї каденції виступав за скасування законів Сулли. У 66 році до н. е. його обрано претором. Проте вже у цьому році проти нього почав судовий процес Марк Цицерон, звинувативши Гая Макра в отриманні хабарів. Останній вимушений був визнати себе винним та наклав на себе руки.

## Родина
Він був батьком поета та красномовця Гая Ліцинія Макра Кальва, який у свою чергу був другом Катулла.

## Творчість
Твір Макра називався «Аннали». Невідомо із скількох книг він складався. Він був коротким — ймовірно складалося з 2-3 книг. Твір починався із давніх часів й чим закінчувалося невідомо. Щодо достовірності та якості «Анналів» Макра, думки сучасників й нащадків були різні. До нашого часу збереглося лише 27 фрагментів. Найбільше його історичний твір використовували Тит Лівій та Діонісій Галікарнаський.